# Ergasilus hemibagri
Ergasilus hemibagri is een eenoogkreeftjessoort uit de familie van de Ergasilidae. De wetenschappelijke naam van de soort is voor het eerst geldig gepubliceerd in 1994 door Zhang & Ma.